# 진 효문왕
진 효문왕(秦孝文王, 기원전 302년 - 기원전 250년)은 전국 시대 진나라의 왕으로 성은 영(嬴), 휘는 주(柱)이다. 즉위전의 칭호는 안국군(安國君)이며, 아버지는 소양왕, 아들은 장양왕이다. 진시황의 할아버지다.

## 생애
그의 치세에 관하여 특별한 내용이 기록되어 있지는 않다. 이는 많은 추측을 낳았는데, 가장 많이 받아들이는 의견은, 그가 왕위를 계승하였을 때, 이미 연로했다는 것이다. 그의 전임자인 소양왕은 55년간 왕위에 있었다.
그러나 진 효문왕 영주의 붕어에 관한 음모론에는 여불위가 효문왕을 독살했다는 음모론도 있다. 이는 효문왕의 아들 자초(장양왕)가 단지 3년만 다스렸다는 것과도 연관이 있는 이론이다.

## 가족 관계
- 모후 : 당태후(추존) 팔자(八子) 당씨(소양왕 후궁)
- 왕후 : 화양부인
  - 자녀 없음
- 후궁 하희태후
  - 태자 장양왕
    - 손자 진 시황제

형제
- 태자 도(소양왕 장남)

| 전임 소양왕 직 | 제4대 중국 진나라 왕 기원전 251년 ~ 기원전 250년 | 후임 장양왕 자초 |